# Холодов, Борис Яковлевич
Борис Яковлевич Холодов (17 июля 1882, Кортлеи, Пензенская губерния — 1931, Москва) — эсер, делегат Всероссийского Учредительного собрания.

## Биография
Борис Холодов родился 17 июля 1882 года в селе Кортлеи Инсарского уезда (ныне — в Кадошкинском районе Республики Мордовия) в семье крестьянина Якова Холодова. Информация о его ранних годах и образовании отсутствует.
В 1904 году Борис Яковлевич вступил в Партию социалистов-революционеров (ПСР) и оказался под полицейским надзором «царской охранки». В 1906 году он находился в розыске, но уже в через год (на завершающем этапе Первой русской революции) был оправдан по суду. После этого он устроился служащим торгового дома в Москве.
В 1917 году, после Февральской революции, Борис Холодов стал уездным комиссаром и был выбран председателем Курского губернского Совета крестьянских депутатов. В том же году он избрался в члены Учредительного собрания по Курскому избирательному округу от эсеров (список № 1). 5 января 1918 года Борис Яковлевич участвовал  в единственном заседании Учредительного собрания, после которого оно было разогнано.
В дальнейшем следы Холодова теряются: его роль в Гражданской войне не ясна, в списках КОМУЧа его имя не обнаружено.
По сведениям родственников скончался в 1931 году в Москве, где именно он похоронен не уточняется[где?].

## Семья
- Жена — Елена Константиновна Холодова (урождённая Виноградская)[3]
  - Сын — Ростислав Борисович Холодов[3]
  - Сын — Виктор Борисович Холодов (1906—1983)[4],
  - Сын — Лев Борисович Холодов[3]
  - Дочь — Тамара Борисовна Шилина (Холодова), вышла замуж за Афанасия Петровича Шилина[5].
  - еще 4 сыновей или дочерей[3].